# Raúl Gómez García (revolucionario)
Raúl Gómez García (La Habana, 14 de diciembre de 1928 - Santiago de Cuba, 27 de julio de 1953), de seudónimo El ciudadano y conocido tras su muerte como El poeta de la Generación del Centenario, fue un revolucionario cubano, luchador contra la dictadura de Batista. Participó en el asalto al cuartel Moncada el 26 de julio de 1953.

## Biografía
Descendiente de mambises, cursó la primaria y el bachillerato, en forma alterna, en Güines y en La Habana. Publicó trabajos escolares en el boletín Labor (Güines, 1942). Trabajó como mensajero, pintor y oficinista. Comenzó la carrera de Derecho en la Universidad de La Habana en 1947, pero poco después se decidió por los estudios de pedagogía. Escribía poesía.
En 1950 se inició en el ejercicio del magisterio, primero como profesor particular y más tarde como profesor del Colegio Baldor, de donde fue expulsado desepués de haber sido detenido a causa de sus actividades subversivas. Por aquella época entabló amistad con Fidel Castro. Ingresó en el Partido Ortodoxo. Colaboró en un periódico editado por los estudiantes. Escribió un manifiesto, titulado Revolución sin juventud, contra el golpe de Estado del 10 de marzo de 1952. 
En contacto con Abel y Haydée Santamaría y con Melba Hernández, realizó diversas actividades clandestinas. Editó con varios compañeros el periódico subversivo Son los mismos, cuyo título fue cambiado más tarde a sugerencia de Fidel por el de El Acusador, en que firmaba con el seudónimo El ciudadano. El 23 de julio de 1953 redactó en Santiago de Cuba el Manifiesto del Moncada, que más tarde fue publicado junto con el anterior. Tomó parte activa en los preparativos del asalto al cuartel Moncada y participó en el grupo que tenía como misión ocupar el Hospital Civil. Herido, fue detenido, torturado y, finalmente, asesinado.
El Sindicato Nacional de Trabajadores de la Cultura de Cuba otorga en su honor la Medalla Raúl Gómez García y el 14 de diciembre, coincidiendo con el natalicio del revolucionario, se celebra el Día del Trabajador de la Cultura.

## Obras
- El poeta de la generación del centenario, 1928-1953, recopilación de sus obras, Instituto del Libro, La Habana, 1968